# Der Gruftwächter
Der Gruftwächter ist das einzige Drama von Franz Kafka. Es entstand in der Zeit zwischen 1916 und 1917 und wurde postum veröffentlicht. Es behandelt die undurchsichtigen Machtverhältnisse und -verschiebungen am Hof eines Fürsten, wobei reale und irrationale Kräfte und Strömungen beschrieben werden.

## Inhalt

### Fürst Leo und die alten Mächte am Hof
Der Fürst und sein Kammerherr sprechen darüber, ob im Park bei der Familiengruft zusätzlich zum altgedienten Gruftwächter ein weiterer eingestellt werden soll. Der Kammerherr ist eher dagegen, der Fürst ist dafür, er setzt sich aber nicht einfach über die Argumente des ersteren hinweg. Der bisherige Gruftwächter, ein alter, gebrechlicher Mann, wird herbeigeholt. Er ist sehr erregt und erst als der Kammerherr weggeschickt wird, vertraut er dem von ihm hoch verehrten Fürsten sein schweres Los an. Er erzählt, dass er jede Nacht mit den Gruftherren, darunter der Vorfahre Herzog Friedrich und ein Mädchen namens Isabella, ringen muss. Sonst würden sie aus dem Park entweichen und den Fürsten Leo heimsuchen.

### Die Bedrohung der Fürstenmacht
Der Fürst wird plötzlich, offensichtlich ganz gezielt, zur abwesenden Fürstin gerufen. Der Kammerherr und der im Gefolge der Fürstin auftretende Obersthofmeister sprechen miteinander und letzterer gibt seine großen Vorbehalte gegen den Fürsten zu erkennen. Er versucht, den Kammerherrn auf seine und der Fürstin Seite zu ziehen. Das gelingt nicht, der Kammerherr verhält sich indifferent. Für den Gruftwächter, der sich in eine Ecke gekauert hatte, hat der Obersthofmeister nur Hohn und Verachtung.
Der Fürst tritt wieder auf, die Fürstin folgt ihm. Der Gruftwächter wird vom Fürsten liebevoll umsorgt. Der Fürst will die ärztliche Betreuung für ihn sicherstellen, will selbst mit dem Arzt sprechen und tritt dann ab.
Die zurückbleibende Fürstin berät sich mit ihrem Obersthofmeister, der ihr als Vertrauter ganz unentbehrlich scheint. Nun erfährt man, dass die beiden wohl etwas Verhängnisvolles gegen Fürst Leo geplant hatten. Für heute kam es nicht zum Zuge, aber es wird auch in Zukunft weiterverfolgt werden. Abschließend spricht die Fürstin über ihre trübe Stimmung: „Es ist diesmal ein über alle Maßen trauriger Herbst.“

## Hintergrund
Kafka erinnert in diesem kleinen Drama an den 1. Aufzug des Hamlet. Auch dort erleben Wächter eine nächtliche Gespenstererscheinung des früheren Königs. Kafka hat das Shakespeare-Werk zu dieser Zeit intensiv gelesen.
Der Gruftwächter entstand in der Epoche um den Tod von Kaiser Franz Joseph I.
Er war ein Vertreter der k.u.k.-Monarchie, der nach einer 68-jährigen Regentschaft im November 1916 starb. Ihm folgte in der Person Karl I. eine politisch schwache Figur nach.

## Personenbeschreibung

### Der Fürst
Er ist erst ein Jahr im Amt und sein Umgang mit der Macht ist noch nicht selbstverständlich. Er will nicht einfach Befehle geben und sich über die Bedenken anderer hinwegsetzen, er will sie mit einbinden. So will er den Kammerherrn nicht einfach knappe Anordnungen erteilen, sondern zunächst ankündigen, d. h., er will diskutieren. Dem Gruftwächter gegenüber entwickelt er eine Fürsorge und Vertraulichkeit, die anrührend und befremdend gleichzeitig ist.
Der Fürst ist bedroht von seiner eigenen dynastischen Vergangenheit, die ihn in der Gestalt von Geistern heimsuchen will. Gleichzeitig schmieden seine Frau und ihr Vertrauter geheimnis- und verhängnisvolle Pläne gegen ihn. Seine Frau steht ihm ganz fern und sie ist unglücklich an seinem Hof. Ihre Melancholie offenbart sie nicht ihm, sondern ihrem Obersthofmeister.

### Der Gruftwächter
Einerseits ist er ein hinfälliger Greis, der die Zeiten seiner Dienstdauer und die Spannen der Fürstenregentschaft nicht mehr koordinieren kann. Andererseits ist er ein Männlichkeitssymbol. Er ist stark und kämpft die ganze Nacht mit den Geistern. Ein weiblicher Geist macht dabei sehr deutliche Verführungsversuche. Sein Verhältnis zu seiner Enkelin, mit der er anscheinend alleine lebt, hat einen inzestuösen Beigeschmack. In dieser Verbindung von Greisenhaftigkeit und Vitalität ähnelt er Kafkas Vaterfiguren aus Das Urteil und Das Ehepaar.

### Die Vertreter des Hofstaates
Der Kammerherr ist irritiert über die zögerliche Art der Befehlserteilung des Fürsten und möchte nicht in eine Verantwortung mit eingebunden werden. Er scheint ein Machtvakuum zu empfinden. Mit dem Oberhofmeister tauscht er offensichtlich insgeheim Informationen über den Fürsten aus. Der erstere äußert massive Kritik an Fürst Leo, nämlich dass der sich zum Tyrannen entwickeln würde trotz seiner Freundlichkeit. Der Kammerherr lässt sich aber nicht davon vereinnahmen, sondern verteidigt die bestehenden Verhältnisse am Hof. Der Kammerherr scheint insgesamt verunsichert in seiner Haltung und will sich nicht festlegen.

## Deutungsansatz
Der Text gibt ein Beispiel eines politisch instabilen Systems, in dem sich die einzelnen Figuren nur zögernd bewegen. Alle Gespräche, Themen und Aktionen verbleiben in der Schwebe und kommen zu keinem konkreten Abschluss. Es ist keine Zeit des entschiedenen Handelns.
Außerdem wird der Dualismus einer Herrschergestalt beschrieben, einerseits mit ihren individuellen Ausprägungen und andererseits mit ihrer Einbindung in die Dynastie als allgemeine Symbolfigur.

## Hörspielbearbeitung
1969 erstellte Elfe Gerhardt für den ORF Oberösterreich eine gut 26-minütige Hörspielfassung, ebenfalls unter dem Titel Der Gruftwächter. Die Erstsendung fand am 21. Oktober 1969 statt.
Unter der Regie von Ferry Bauer sprachen Klaus von Pervulesko (Der Fürst), Elfe Gerhardt (Die Fürstin), Karl Heinz Köhn (Der Kammerherr), Werner Englert (Der Obersthofmeister), Paul Dahlke (Der Gruftwächter) und Herbert Stefan (Der Diener).

## Textausgaben
- Sämtliche Erzählungen. Herausgegeben von Paul Raabe, Fischer-Taschenbuch-Verlag, Frankfurt am Main 1970, ISBN 3-596-21078-X.
- Nachgelassene Schriften und Fragmente 1. Herausgegeben von Malcolm Pasley, Fischer, Frankfurt am Main 1993, ISBN 3-10-038148-3, S. 267–272 u. 276–303.

## Sekundärliteratur
- Peter-André Alt: Franz Kafka. Der ewige Sohn. C.H. Beck, München 2005, ISBN 3-406-53441-4.
- Bernard Dieterle: Der Gruftwächter. In: Manfred Engel, Bernd Auerochs (Hrsg.): Kafka-Handbuch. Leben – Werk – Wirkung. Metzler, Stuttgart, Weimar 2010, ISBN 978-3-476-02167-0, S. 240–246.